# Walter Ringel
Walter Aemilius Ringel (* 21. November 1888 in Dresden; † 28. Februar 1947 im Speziallager Jamlitz) war ein deutscher Jurist, Amtshauptmann, Landrat und Oberlandrat.

## Leben und Wirken
Er war der Sohn des Königlich Sächsischen Straßen- und Wasserbauingenieur Aemil Hugo Ringel. Nach Schulbesuch, Studium der Rechtswissenschaften und Promotion zum Dr. jur. trat Ringel in den öffentlichen Dienst ein. Er war zunächst Referendar, dann Assessor und später Regierungsassessor, bevor er zum Regierungsrat befördert wurde. Beschäftigt war er in der Amtshauptmannschaft Chemnitz. Im Ersten Weltkrieg diente Ringel in der sächsischen Armee und war als Leutnant der Reserve im Jahr 1917 Batterieführer der Fußartillerie-Batterie 685. Bei der Schlacht an der Somme konnte er sich deutlich auszeichnen und wurde am 10. März 1917 mit dem Ritterkreuz des Militär-St.-Heinrichs-Ordens ausgezeichnet.
Zum 1. Mai 1933 trat er der NSDAP (Mitgliedsnummer 2.411.376) und zum 1. November 1933 der SA bei.
Im März 1933 wurde er zum Amtshauptmann in der Amtshauptmannschaft Chemnitz ernannt. Im April 1938 wurde diese Funktion kommissarisch Friedrich Lehmann übertragen und Ringel in den Wartestand versetzt.
Nach der Anfang Oktober 1938 erfolgten Besetzung der deutschbesiedelten Grenzgebiete der Tschechoslowakei durch das Deutsche Reich und der Bildung des Reichsgaus Sudetenland wurde Ringel wieder reaktiviert und kommissarisch als Landrat des neugebildeten Landkreises Leitmeritz eingesetzt. Im Dezember 1939 wurde er als Landrat in Leitmeritz durch den SS-Obersturmbannführer Paul Illing abgelöst und als Oberlandrat nach Königgrätz versetzt. 1941 wurde er aus der NSDAP entlassen. Im März 1943 trat er die Stelle als Oberlandrat ab.
Nach Ende des Zweiten Weltkrieges wurde er von der Sowjetischen Besatzungsmacht im Speziallager Jamlitz inhaftiert. Sein Tod wurde nachträglich durch Beschluss des Kreisgerichts Brandenburg (Havel) vom 16. Februar 1953 auf den 28. Februar 1947, 24:00 Uhr, festgestellt.

## Auszeichnungen
- Eisernes Kreuz I. und II. Klasse